# Kaokoxylon
Kaokoxylon (Sahni) é um gênero extinto de coníferas que existiu no período Permiano e Triássico. Foi encontrada na Índia (Bengala), Brasil e Argentina (Rio Rioja).
No Brasil foi encontrado no município de Faxinal do Soturno, na Linha São Luiz. Este afloramento esta localizado na Formação Caturrita.

## Descrição
Células Esclerenquimáticas isoladas ou em pequenos grupos irregulares ao longo da medula, sem conexões.